# Паста Теймурова

Упаковка пасты

«Паста Теймурова» (лат. Pasta Teimurovi, торговое название «Теймурова паста») — комбинированное лекарственное средство с составом борная кислота+метенамин+тальк+натрия тетраборат+салициловая кислота+свинца ацетат+формальдегид+цинка оксид (МНН). Паста Теймурова разработана советским врачом для снижения потливости, дезинфекции обрабатываемых участков кожи и устранения неприятного запаха.

## Фармакологическое действие
Фармакологические свойства препарата обусловлены входящими в его состав компонентами: оказывает антисептическое, подсушивающее и дезодорирующее действие.
1. Борная кислота — основной антисептический компонент.
2. Метенамин — антибактериальный компонент, уничтожает отрицательную микрофлору кожного покрова, устраняет неприятный запах.
3. Тальк — абсорбирует излишнюю влагу, подсушивая кожу при чрезмерном потоотделении.
4. Тетраборат натрия — антисептический компонент, консервант, продлевающий срок хранения состава.
5. Салициловая кислота — подсушивает и дезинфицирует кожу, является кератолитиком (способствует отсоединению омертвевших клеток дермы).

## Применение
Показания
Потливость, опрелость кожи, гипергидроз стоп.
Противопоказания
Гиперчувствительность, острые воспалительные заболевания кожи стоп.
Побочное действие
Аллергические реакции.

## Режим дозирования
Местно. Перед применением пасты ноги следует вымыть и тщательно высушить.
Пасту втирают в кожу стоп в течение 1—3 минут 1 раз в сутки ежедневно в течение 3—4 дней.